# Höhenweg Schächental
Als Höhenweg Schächental wird die Schweizer Wanderroute 595 (eine von 269 lokalen Routen) in den Schwyzer Alpen bezeichnet. Sie führt vom Klausenpass im Kanton Uri nach Eggberge oberhalb von Altdorf und Flüelen am Südende des Urnersees.

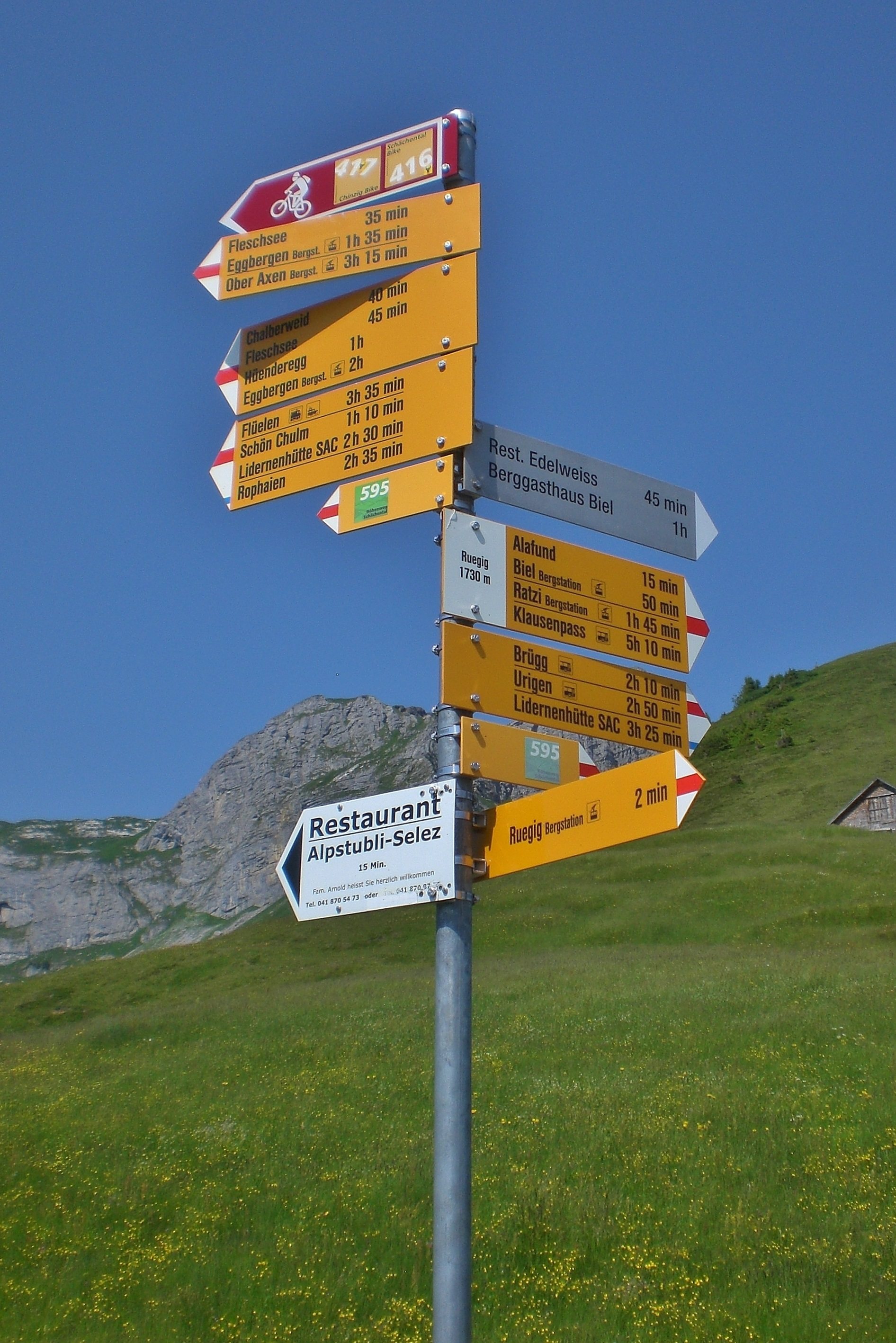
Wegweiser bei Ruegig

Die Streckenlänge beträgt 22 Kilometer, es sind 740 Höhenmeter im Aufstieg zu überwinden und man dürfte mehr als sechs Stunden benötigen. An der Strecke gibt es mehrere Gasthäuser. Vom Ziel kann man mit einer Luftseilbahn ins Tal fahren. Auch besteht die Möglichkeit, schon unterwegs mit einer von drei weiteren Seilbahnen ins Schächental zu schweben, wo man den Postbus erreicht.
Gut drei Kilometer vor dem Ziel kommt man am Gross Fläsch, einem See auf 1802 m ü. M. Höhe, der auch als Fleschseeli bezeichnet wird, vorbei. Hier wäre ein kurzer Stopp beim «Alpenkiosk Fleschsee» mit Aussicht zum Rophaien und Diepen möglich. Durchaus empfehlenswert ist auch eine Wegvariante über das 1873 m ü. M. hohe Hüenderegg mit schöner Aussicht nach Südosten; kurz vor Eggberge treffen beide Wege wieder zusammen.
Mit Erwähnung zuvor genannter Variante wird die Tour in Gegenrichtung unter dem Namen «Schächentaler Höhenweg» auch als Zwei-Tages-Tour mit Übernachtung in Biel (Vorderer Weissenboden) beschrieben. Hier kreuzt man die sechste Etappe der Via Suworow. Folgt man dieser etwa 600 Meter südwärts, erreicht man die Seilbahn-Bergstation Biel (Kinzig) neben dem Berggasthaus Biel mit Übernachtungsmöglichkeit.

## Nachweise
1. ↑  Alle lokalen Routen bei «SchweizMobil».
2. ↑  Vier Luftseilbahnen – ein Weg bei «Schächentaler Höhenweg».
3. ↑  Karte von «geo admin.ch».
4. ↑  Schächentaler Höhenweg bei «Wandersite».